# Club Atlético Peñarol
El Club Atlético Peñarol és un club de futbol uruguaià de la ciutat de Montevideo.

## Història
El C.A. Peñarol va ser format el 13 de desembre del 1913 per antics membres del Central Uruguay Railway Cricket Club (CURCC). El CURCC havia estat fundat el 28 de setembre del 1891.
El Peñarol reclama ser el mateix club que el CURCC i, per tant, l'equip més antic del país. Altres fonts, especialment del seu rival, el Club Nacional de Football, mantenen que ambdós eren equips diferents.
Els colors del Peñarol són el groc i el negre, que deriven dels colors usats en els senyals de les barreres del ferrocarril.

## Palmarès
- 5 Copa Libertadores de América: 1960, 1961, 1966, 1982, 1987
- 3 Copa Intercontinental de futbol: 1961, 1966, 1982
- 52 Lliga uruguaiana de futbol: 1900, 1901, 1905, 1907, 1911, 1918, 1921, 1928, 1929, 1932, 1935, 1936, 1937, 1938, 1944, 1945, 1949, 1951, 1953, 1954, 1958, 1959, 1960, 1961, 1962, 1964, 1965, 1967, 1968, 1973, 1974, 1975, 1978, 1979, 1981, 1982, 1985, 1986, 1993, 1994, 1995, 1996, 1997, 1999, 2003, 2009-2010, 2012-2013, 2015-16, 2017, 2018, 2021, 2024.[1]
- 12 Liguilla: 1974, 1975, 1977, 1978, 1980, 1984, 1985, 1986, 1988, 1994, 1997, 2004
- 13 Toneo Competencia: 1936, 1941, 1943, 1946, 1947, 1949, 1951, 1953, 1956, 1957, 1964, 1967, 1986

## Evolució de l'uniforme
| 1891 | 1901 | 1903-2008 | 1908 | 1982,1992,2002 |

| 1987 | 1996 | 2001 vs Wand's | 2003 | 2006 |

## Jugadors destacats
| - Julio Abbadie - Carlos Aguilera - Diego Aguirre - Fernando Alvez - Antonio Alzamendi - José Andrade - Juan Pedro Arremón - Pablo Bengoechea - José Benincasa - Carlos Borges - Miguel Angel Bossio - Omar Caetano - Ceferino Camacho - Antonio Cámpolo - José Cancela - Nuber Cano - Ernesto Fabián Canobbio - Braulio Castro - Néstor Gabriel Cedrés - Roberto Chery - José Luis Chilavert - Julio César Cortés - Leonardo Crossley - Luis Cubilla - Juan Delgado - Carlos Diogo - Víctor Hugo Diogo |  | - Nicolás Falero - Lorenzo Fernández - Óscar Ferro - Elias Figueroa - Pablo Forlán - Alvaro Gestido - Alcides Ghiggia - Jorge Gonçalves - Néstor Gonçalves - Edgardo González - Juan Carlos González - Isabelino Gradín - Nelson Gutiérrez - John Harley - José Herrera - Juan Eduardo Hohberg - Julio César Jiménez - Juan Joya - Ernesto Ledesma - Juan Vicente Lezcano - Julio Losada - Federico Magallanes - Luis Maidana - William Martínez - Roque Gastón Maspoli - Gustavo Matosas - Roberto Matosas |  | - Ladislao Mazurkiewicz - Óscar Míguez - Paolo Montero - Fernando Morena - Roy Myers - Walter Olivera - Washington Ortuño - Walter Pandiani - Rubén Walter Paz - Juan Pena - José Perdomo - Eduardo Pereira - Diego Pérez Aguado - José Miguel Piendibene - Venancio Ramos - Pedro Rocha - Christian Rodríguez - José Sacía - Juan Alberto Schiaffino - Raúl Schiaffino - Darío Silva - Gideón Silva - Héctor Silva - Alberto Spencer - Obdulio Trasante - Obdulio Varela - Pedro Young |

## Altres seccions
Actualment, el Peñarol té seccions de futbol i futbol sala, tot i que històricament ha tingut altres seccions que han donat força èxit al club, com la de basquetbol (campió federal el 1944 i el 1982, campió sud-americà el 1982) o la de ciclisme. Altres seccions històriques han estat el futbol femení, el motociclisme, els escacs, el tennis de taula o l'esgrima.